# Abdelhafid Benamara
Abdelhafid Benamara (en arabe : عبد الحفيظ بن عمارة), est un footballeur algérien né le 1er octobre 1994 à Oran. Il évoluait au poste de milieu défensif à l'ES de Mostaganem.

## Biographie
Avec le club du MC Oran, il participe à la Coupe de la confédération en 2016 (quatre matchs disputés).
Lors de la saison 2017-2018, il se classe quatrième du championnat d'Algérie avec cette équipe.
De 2015 à 2020, il joue plus de 60 matchs en première division algérienne avec l'équipe oranaise.